# Martinikaanse voetbalbond
De Ligue de football de la Martinique of Martinikaanse voetbalbond is de voetbalbond van Martinique. De voetbalbond werd opgericht in 1953 en is sinds 1991 geassocieerd lid van de CONCACAF en vanaf 2013 volledig lid. De bond is geen lid van de FIFA.
De voetbalbond is ook verantwoordelijk voor het Martinikaans voetbalelftal en de nationale voetbalcompetitie voor mannen, de Martinique Championnat National.

## President
De huidige president (december 2018) is Alain Rapon.